# Isoetes schweinfurthii
Isoetes schweinfurthii är en kärlväxtart som beskrevs av Addison Brown. Isoetes schweinfurthii ingår i släktet braxengräs, och familjen Isoetaceae. Inga underarter finns listade i Catalogue of Life.